# Chen Yu (taichi)
Chen Yu (en chinois : 陈瑜) est né le 23 mai 1962 à Chenjiagou. Petit-fils du grand maître Chen Fake et fils de Chen Zhaokui, il est l'un des principaux représentants du style Chen de tai-chi-chuan et un héritier direct de la famille à Chenjiagou en Chine. Il est lauréat de nombreux prix et enseigne dans la tradition de Chen Fake et Chen Zhaokui à Pékin. En plus de plusieurs postes honorifiques, Chen Yu est président de la Chen Zhaokui Taijiquan Society (CZTG).